# Myriam David
Pour les articles homonymes, voir David.
Myriam David, née le 15 mars 1917 à Paris et morte, dans la même ville, le 28 décembre 2004, est une psychanalyste, pédiatre et psychiatre française.

## Biographie

### Jeunesse
Myriam Françoise David naît le 15 mars 1917 dans le 17e arrondissement de Paris. Elle fait ses études secondaires au lycée Molière (Paris). De 1933 à 1942, elle fait ses études de médecine à la faculté de médecine de Paris. Elle est externe des hôpitaux de Paris (AP-HP) et travaille durant deux ans en pédiatrie. Elle soutient sa thèse de médecine deux jours avant la rafle du Vel'd'Hiv. Elle quitte alors Paris et rejoint sa famille dans la zone sud.

### Guerre
De 1942 à son arrestation le 26 décembre 1943, Myriam David appartient au mouvement de résistance Combat, où elle est agent de liaison dans le réseau Résistance-Fer. Arrêtée par la Gestapo, elle est détenue au camp de Drancy, puis déportée en même temps que sa sœur Christiane David, née le 9 avril 1913 à Demouville (Calvados) et que son cousin Philippe Philippe Lazare-Lévy par le convoi no 71, en date du 13 avril 1944, vers le camp de concentration d'Auschwitz-Birkenau. Elle est libérée et revient en France en juin 1945. La dernière adresse de Myriam David est au 21 Quai Malaquais dans le 7e arrondissement de Paris et celle de Christiane David au 18 Avenue Hoche dans le 8e arrondissement de Paris.

## Psychiatrie infantile
Spécialisée dans le traitement et l'observation des très jeunes enfants, Myriam David s'est formée à Boston auprès d'Helene Deutsch et dans des services de psychiatrie infantile où elle a notamment rencontré Leo Kanner. De retour en France, elle s'est occupée de bébés très carencés dans les années 1950 à l’hôpital Necker-Enfants malades, dans le service de la pouponnière pour enfants de 1 à 3 ans. Elle a alors rencontré la pédopsychiatre Jenny Aubry. Elle n'a depuis eu cesse de travailler à traiter et à faire reconnaître la souffrance psychique des enfants abandonnés, maltraités.
En 1962, avec l'aide de John Bowlby, et la collaboration de Geneviève Appell, elle obtient une bourse de l'OMS afin de faire une étude sur les « enfants séparés de leurs mères les trois premiers mois de leur vie et ce jusqu'à leurs 4 ans ». Geneviève Appell et elle furent d'ailleurs les deux seules à être citées par Bowlby.
En 1970, encouragée par Germaine Le Guillant, elle visite avec Geneviève Appel l'institut pour orphelins de Lóczy, géré par Emmi Pickler, dont le fonctionnement est basé sur le libre déplacement et le libre jeu des enfants pour lutter contre l'hospitalisme. Elle en tire l'ouvrage Loczy ou le maternage insolite.
D'esprit novateur et indépendant, elle a contribué à ouvrir des institutions de traitements d'enfants, le Centre familial d'action thérapeutique en 1965 et l'Unité de soins spécialisés de jeunes enfants à domicile en 1975. Elle préconisait une étroite collaboration et un soutien aux parents d'enfants en difficultés. Myriam David a aussi beaucoup œuvré à la collaboration pluridisciplinaire.
Ces institutions de traitements d’enfants créées par Myriam David répondent « au souci de  continuité dans les soins prodigués aux jeunes enfants et à leur famille. »
Elle meurt le 28 décembre 2004 dans le 4e arrondissement de Paris et est incinérée au crématorium du Père-Lachaise le 5 janvier 2005.
La Maison de la Petite Enfance du Haillan porte son nom.
- Le Placement familial : De la pratique à la théorie, Dunod, 5e éd., 2004  (ISBN 2100079972)
- L'Enfant de 0 à 2 ans : Vie affective et problèmes familiaux, Dunod, 1998  (ISBN 2100038346)
- 2 à 6 ans : ANS - Vie affective et problèmes familiaux, Dunod, 2005  (ISBN 2100493612)
- L'Enfant en famille d'accueil, Erès, 2000  (ISBN 2865868133)
- Le Bébé, ses parents, leurs soignants, Erès, 2001  (ISBN 2865869113)
- Loczy ou le maternage insolite, Ed Scarabée, 1973; rééd. Erès, 2004

## Prix et récompenses
2002 : prix Serge Lebovici, remis à Amsterdam, lors du 8e Congrès mondial de la WAIMH.